# 株券
株券（かぶけん）は、株式会社の株主が持つ株式を表章する有価証券のことである。

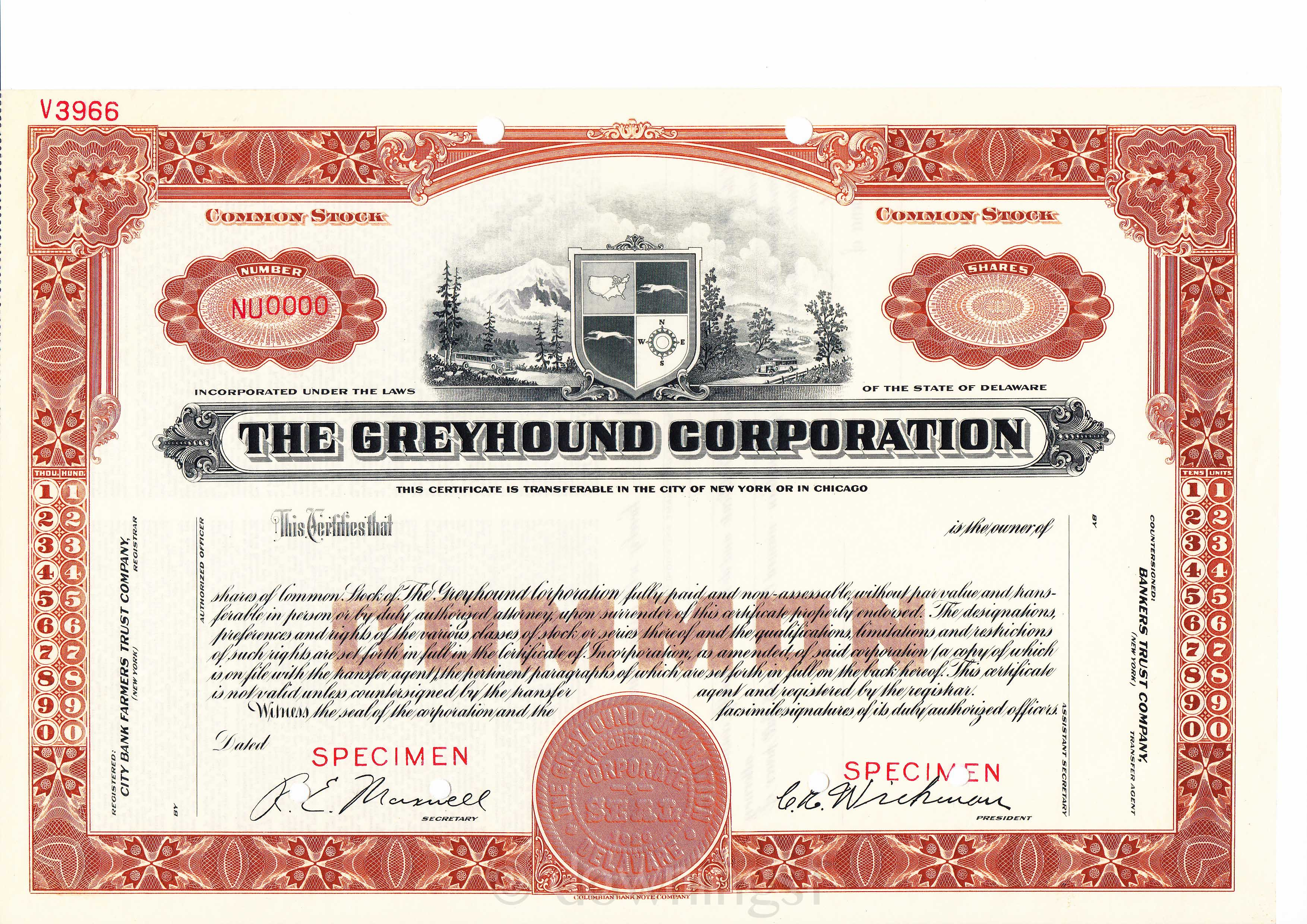
1936年に発行された米国グレイハウンド・ラインズの株式を保有する権利を与える株券

## 実体としての株券
株券の作成方法としては、証券印刷会社に委託して作成する方法と、市販の株券用紙にチェックライター等で株数その他の必要的記載事項を記載する方法がある。大企業では前者の方法を採るが、小さな企業ではコスト面から後者を選択することも多い。さらに、実際は株券不所持制度を利用し、実体としての株券を発行しないことがほとんどである。また、株式の譲渡を定款で制限しているような会社については違法を承知で株券自体を発行しないこともあったといわれる。
2009年の株券電子化までは、証券取引所において株式が取引される、即ち上場の条件として、偽造変造防止の観点から、発行される株券（但し、証券取引所における流通単位である1株券または1単元株券のみ）が、各証券取引所において十分な管理組織を有していると確認された印刷会社において印刷され、かつ各取引所において定める様式に適合する株券（適合株券）であることを要していた。そのため、高度な印刷技術と厳しい管理体制を有する一部の印刷会社において株券を印刷することが義務づけられていた。

## 有価証券としての株券
株券を証券という観点から見た場合、「物的証券」・「利潤証券」・「支配証券」という三つの異なる側面を持つと言える。
物的証券株主の持つ残余財産分配請求権に着目した場合、株式は会社の資産を分割したものであるから物的証券であると考えられる。
利潤証券株主の持つ利益配当請求権に着目した場合、株式は配当という利潤を生む証券であるから利潤証券であると考えられる。このため理論株価には、将来にわたって期待できる(利率を考慮した)配当の総額が含まれる。
支配証券株主の持つ経営参加権に着目した場合、株式は議決権を行使して会社を支配するものであるから支配証券であると考えられる。

## 日本の会社法での株券
会社法について以下では、条名のみ記載する。

### 株券不発行制度と株券不発行の原則化
2003年（平成15年）9月、法制審議会で全面的な「株券不発行制度」を導入するための商法等の改正案の要綱がまとめられた。2004年（平成16年）6月には「株式等の取引に係る決済の合理化を図るための社債等の振替に関する法律等の一部を改正する法律」（この改正法の中において「商法」「社債等の振替に関する法律」（改正後の名称は「社債、株式等の振替に関する法律」）などの法律が改正された）の改正が成立し、証券取引所に上場している株式会社は、2009年（平成21年）1月1日に一斉に「株券不発行制度」に移行した（株券の電子化と呼ばれる）。
「ほふり」（株式会社証券保管振替機構）に株券が預託され、登録された株券については、そのまま新しい振替制度に移行された。株券を「ほふり」に預託しなくとも株主名簿において、名義が本人名義に書き換えられていれば権利を失うことはないが、株券が手元にあり、かつ株主名簿の書換えをしないまま2009年1月1日を迎えた場合、株券に係る権利を失った。
2005年（平成17年）に成立した会社法においては、全ての株式会社につき、定款で株券を発行する旨の記載がない限り、株券を発行しなくてもよいこととされた（214条）。株券を発行すると定款で定めている株式会社のことを特に株券発行会社とよぶ。ただし、経過措置として、会社法施行時（2006年5月1日）に株券不発行の定めをしていない会社については、その会社の定款において株券を発行する旨の定めがあるものとみなされた（会社法の施行に伴う関係法律の整備等に関する法律76条4項）。

### 株券の発行
株券発行会社は、株式を発行した日以後遅滞なく、当該株式に係る株券を発行しなければならない(215条1項)、また、株式の併合、分割をしたときは、その効力を生ずる日以後遅滞なく、併合、分割した株式に係る株券を発行しなければならない(215条2項3項)。
公開会社でない株券発行会社は、株主から請求がある時までは、これらの規定の株券を発行しないことができる(215条4項)。

### 株券の記載事項

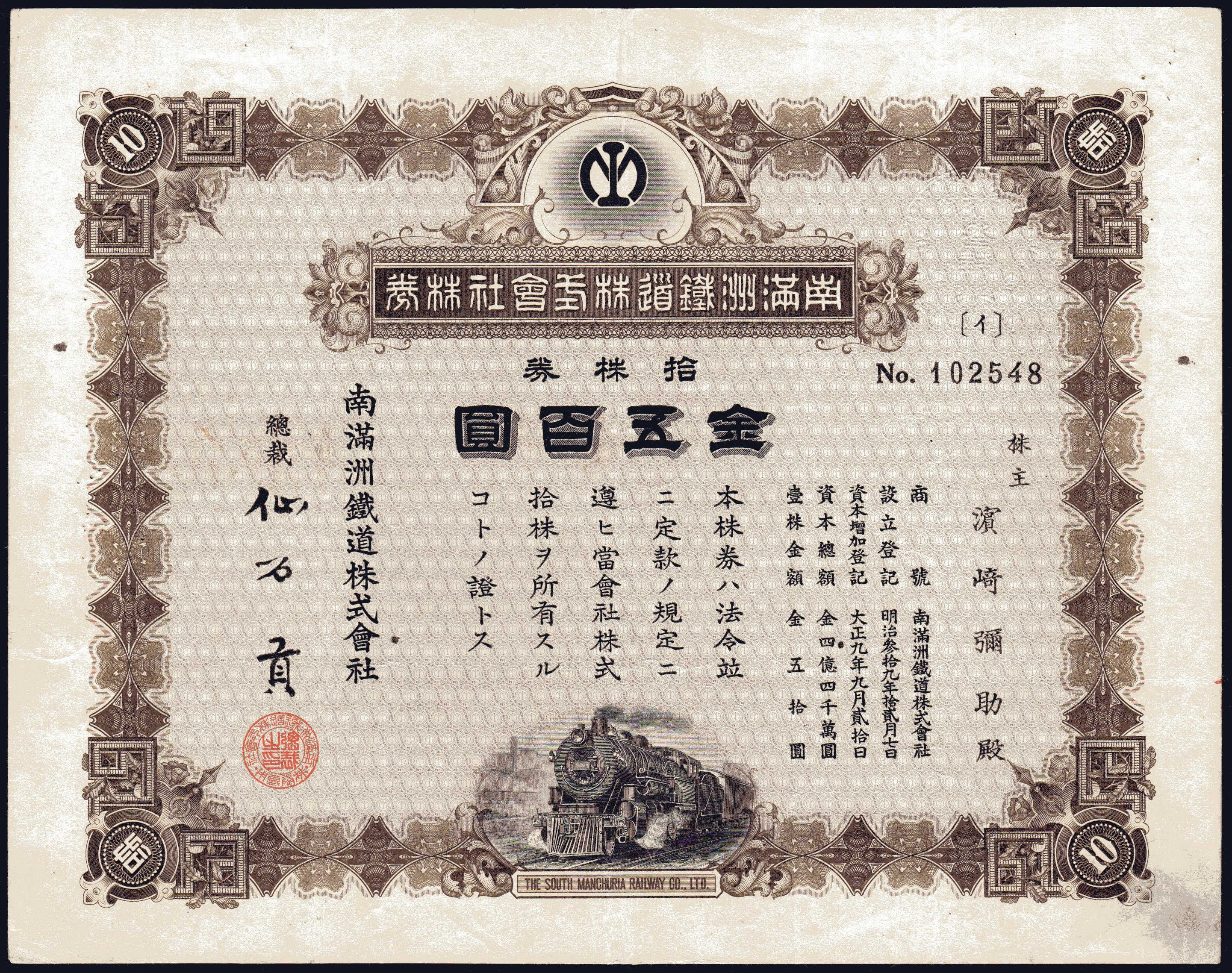
南満州鉄道株式会社の株券。
商法第225条(削除 会社法第216条が継承)により作成。

会社の商号、株数、株券の番号、株式の内容（普通株式か、種類株式であるか）、代表取締役の署名、などを記載することが要求される(216条)。

### 株式の譲渡
株主権の移転（株式の譲渡）は株券の交付のみにより、株券の占有者は適法の所持人と推定される（131条第2項）。会社は、株券を提示され名義書き換えを求められた場合、正当な理由のない限り、これを拒否することはできない。また、株券を紛失または盗取され、それが第三者に善意取得される可能性があり（旧商法229条）、善意取得されると、株主名簿の記載有無にかかわらず当該株券記載の権利を失うこととなる。即ち、株券は、有価証券法理の支配する証券流通の領域では完全な無記名証券である（竹内昭夫「会社法講義」参照）。

### 株主名簿と保管振替制度
株券を購入したり譲り受けたりしただけでは株主権を行使するにおいて、発行会社に対抗することはできない。名義書換の手続きを行い、発行会社の株主名簿に氏名、住所、持ち株数を記載する必要がある。この手続きを忘れていた株式は失念株と呼ばれ、旧株主と新株主の間で新たに割り当てられた新株の所有権等をめぐって、トラブルになることがあったが、株券電子化により2009年1月1日以降の譲渡については問題は生じない。また2008年までも株券保管振替制度を利用すれば、名義書換の必要はなかった。

### 株券喪失登録制度
商法施行来、株券を紛失または盗取された株主は他の有価証券の権利者と同様、非訟事件手続法に定められた公示催告手続の下、除権判決により権利の回復を図らざるをえなかったが、善意取得を阻止できないなどその実効性が薄かったため、2002年（平成14年）改正商法において、株券失効制度が導入された。しかしながら、株券失効制度によっても、(1)株主が確定的に権利を回復するまで1年を要する　(2)株券の移転による善意取得を阻止することが困難である、等の不備は、株式の譲渡を株券による限り回避しえず、抜本的な解決策が求められた。
このため。2005年に成立した会社法において株券喪失登録簿制度が規定されている（221条～232条）。
- 株券の無効(228条)
- 株券喪失登録簿の備置き及び閲覧等（第231条）